# Omorfita
Omorfita o Küçük Kaymaklı es un suburbio de Nicosia, al este de la ciudad capital e inmediatamente al norte de Büyük Kaimakli. 
Kaimakli deriva de "kaymak" que, en turco, que significa "cuajada". Beuyuk o Büyük significa "grande" en turco y Küçük significa "pequeño". Se utilizaron estos calificativos para diferenciar Omorfita/Küçük Kaymaklı de un pueblo cercano, que también era conocido como Kaimakli. Küçük Kaimakli es llamado Omorfita por los grecochipriotas, que significa "hermosa". Sin embargo se afirma que los colonos que fundaron el pueblo provenían de Morfou y que esta es la razón por la cual el pueblo se llamaba Omorfita.

## Conflicto Intercomunal
Según antiguos censos, Omorfita fue un pueblo mixto. Según el censo otomano de 1831, los cristianos constituían casi el 55% (45) de la población de Omorfita / Küçük Kaymaklı. Sin embargo, esta proporción se redujo al 47,5% en 1931 (405). Quince años después, el censo de 1946 muestra que la proporción grecochipriota había vuelto a aumentar a un 55% (TC 995; GC 1236). Durante la década de 1950, Omorfita / Küçük Kaymaklı fue escenario de intensos combates entre las fuerzas irregulares grecochipriotas y turcochipriotas. Durante este tiempo, muchos grecochipriotas dejaron Omorfita / Kücük Kaymaklı y los turcochipriotas dejaron Beuyuk Kaimakli. 
En 1960, la población de Omorfita / Küçük Kaimakli era 6.259 (1.123 grecochipriotas y turcochipriotas 5126).
El primer desplazamiento relacionado con el conflicto tuvo lugar durante los disturbios entre comunidades de la década de 1950. Como resultado, varios cientos de grecochipriotas huyeron. Sin embargo, durante la lucha entre comunidades de cuatro años después, cuando los paramilitares grecochipriotas atacaron la aldea en diciembre de 1963, todos los habitantes turcochipriotas de Omorfita / Küçük Kaymaklı huyeron de sus hogares. La mayoría de estos desplazados se trasladaron al barrio turcochipriota de la ciudad amurallada de Nicosia o a Ortakeuy, Guenyeli / Gönyeli, y Hamid Mandres / Hamitköy. 
Aproximadamente 5.500 turcochipriotas fueron desplazadas de Omorfita / Küçük Kaymaklı. Después de la división de 1974, aquellos cuyas casas no fueron localizados dentro de la nueva zona de seguridad o que no habían sido destruidos en la década de 1960 fueron capaces de volver a ellos. El resto se les dio casas grecochipriotas vacías de otros barrios del norte de Nicosia como Trakhonas / Kizilay y Neapolis / Yenişehir.
El tercer desplazamiento relacionado con el conflicto tuvo lugar en el verano de 1974, cuando todos los grecochipriotas de la aldea huyeron del avance del ejército turco en julio y agosto de 1974. Actualmente, los grecochipriotas de Omorfita / Küçük Kaymaklı se encuentran dispersas en el sur de la isla. El número de los grecochipriotas Omorfita / Kucuk Kaymaklı que fueron desplazados en 1974 es de aproximadamente 2.200.

## Población Actual
Casi la mitad de la aldea aún se encuentra en la zona de amortiguación (Buffer Zone) o zonas militarizadas. Sin embargo, las otras partes no afectadas están ocupadas, principalmente, por sus habitantes originales del turcochipriotas y por los desplazados que se mudaron allí en algún momento después de 1974. Asimismo, hay muchos otros turcochipriotas no desplazadas de otros lugares que se han trasladado a esta barrio en las últimas dos décadas por la compra de pisos o casas en los nuevos desarrollos. Durante ese mismo período, Omorfita se convirtió en un centro del comercio y de la pequeña empresa, que atrae a muchas personas de la clase trabajadora y la clase media. Muchos ciudadanos turcos que trabajan en Chipre viven en este barrio. 
La población de Omorfita / Küçük Kaymaklı aumentó de 3.132 en 1978 a 8.054 en 2006.  